# ロルの定理

実数値関数 ƒ が閉区間 上で連続であり、開区間 上で微分可能であり、さらに区間の端点で ƒ(a) = ƒ(b) のとき、ƒ′(c) = 0 を満たす c が開区間 に存在する。

ロルの定理（ロルのていり、英: Rolle's theorem）とは、解析学における定理である。直観的には、微分可能な実関数が相異なる2点で同じ値を取るとき、その2点間にグラフの傾きが0になるところがあるという定理である。

## 定理
有界閉区間 [a, b] 上で定義された連続関数 ƒ(x) が開区間 (a, b) で微分可能であり
{\displaystyle f(a)=f(b)}
を満たすとき、導関数 ƒ′(x) は、開区間 (a, b) 上に零点を持つ。
すなわち、
{\displaystyle f'(c)=0}を満たす c ∈ (a, b) が存在する。
この定理は、c の位置を具体的に特定する定理ではなく、また、c は1つとは限らない。条件を満たす c が1個以上存在するということを保証する存在定理である。
ロルの定理は後にラグランジュやコーシーによって示される微分法における平均値の定理の特殊な場合であり、また、平均値の定理などの証明にも使われる基本的な定理である。

## 歴史
12世紀にインドの天文学者バースカラ2世がロルの定理と同じ内容の定理を述べた。現在知られている形では、1690年にフランスの数学者ミシェル・ロルが著書の『代数学』(Traite d'algebre) で最初に定理を発表し、1691年に定理の証明を発表した。「ロルの定理」という名称は、1834年にドイツの数学者モーリッツ・ヴィルヘルム・ドロビッシュが最初に使用したものであり、1846年にイタリアの数学者ジュストロ・ベラヴィティスも使用した。

## 証明
ƒ(x) が x によらない定数であれば、任意の x ∈ (a, b) に対して ƒ′(x) ≡ 0 となる。
ƒ(x) が定数でないとする。ƒ(d) ≠ ƒ(a) となる d ∈ [a, b] が存在する。ƒ(x) は有界閉区間 [a, b] 上で連続なので [a, b] 上で最大値および最小値を取る（最大値最小値定理）。
・ƒ(d) > ƒ(a) のとき
f(x)が [a, b] 上で最大値をとるので、f(c)=Maxf(x) となる点 c ∈ [a, b] が存在する。このとき、a < c < b であるから、(a, b) において ƒ(x) が微分可能であることから、x = c において微分係数 ƒ′(c) が存在し
{\displaystyle f'(c)=\lim _{h\to 0}{f(c+h)-f(c) \over h}}
である。
ƒ(c) が最大値であることから分子は 0 以下であるので、
{\displaystyle f'(c)=\lim _{h\to +0}{f(c+h)-f(c) \over h}\leq 0}
{\displaystyle f'(c)=\lim _{h\to -0}{f(c+h)-f(c) \over h}\geq 0}
となる。したがって ƒ′(c) = 0 である。
ƒ(d) < ƒ(a) であるときも同様にして最小値を取る点 c ∈ (a, b) で ƒ′(c) = 0 となることが分かる。
いずれの場合でも ƒ′(c) = 0 となる c ∈ (a, b) が存在することになる。(Q.E.D)

## 関連文献
- フロリアン・カジョリ『数学史』 上・中・下、石井省吾 訳註、津軽書房、1970-1975。
- Gupta, R.C. (1997-07-31), Selin, Helaine, ed., Encyclopaedia of the History of Science, Technology, and Medicine in Non-Westen Cultures, Springer Science & Business Media, p. 156, ISBN 978-0-7923-4066-9 （英語）
- Rolle, Michel (1690) (PDF), Traité d'algèbre ou principes généraux pour résoudre les questions de mathématique, Paris: Chez Estienne Michallet, p. 125 （フランス語）
- Rolle, Michel (1691) (PDF), Démonstration d'une méthode, pour résoudre les égalitez de tous les degrez, Paris: J. Cusson, p. 20 （フランス語）